# Ethan Zubak
Ethan Zubak (Corona, 15 aprile 1998) è un calciatore statunitense, attaccante dell'Orange County.

## Caratteristiche tecniche
È un centravanti.

## Carriera

### Club
Cresciuto nelle giovanili del LA Galaxy, nel 2015 fa il suo esordio con la squadra riserve giocando il match di seconda divisione perso 2-1 contro il Phoenix Rising; il 7 giugno 2018 debutta in prima squadra nel match di Lamar Hunt U.S. Open Cup vinto 3-1 contro il Golden State Force ed a partire dall'anno seguente viene promosso in pianta stabile.

### Nazionale
Ha giocato nella nazionale statunitense Under-19.

## Statistiche
Statistiche aggiornate al 21 dicembre 2021.

### Presenze e reti nei club
| Stagione        | Squadra         | Campionato      | Campionato | Campionato | Coppe nazionali | Coppe nazionali | Coppe nazionali | Coppe continentali | Coppe continentali | Coppe continentali | Altre coppe | Altre coppe | Altre coppe | Totale | Totale | Totale |
| Stagione        | Squadra         | Comp            | Pres       | Reti       | Comp            | Pres            | Reti            | Comp               | Pres               | Reti               | Comp        | Pres        | Reti        | Pres   | Reti   |        |
| --------------- | --------------- | --------------- | ---------- | ---------- | --------------- | --------------- | --------------- | ------------------ | ------------------ | ------------------ | ----------- | ----------- | ----------- | ------ | ------ | ------ |
| 2015            | Ventura County  | USL             | 1          | 0          |                 | -               | -               |                    | -                  | -                  |             | -           | -           | 1      | 0      |        |
| 2016            | Ventura County  | USL             | 23         | 2          |                 | -               | -               |                    | -                  | -                  |             | -           | -           | 23     | 2      |        |
| 2017            | Ventura County  | USL             | 28         | 4          |                 | -               | -               |                    | -                  | -                  |             | -           | -           | 28     | 4      |        |
| 2018            | Ventura County  | USL             | 31         | 11         |                 | -               | -               |                    | -                  | -                  |             | -           | -           | 31     | 11     |        |
| 2019            | Ventura County  | USL             | 21         | 9          |                 | -               | -               |                    | -                  | -                  |             | -           | -           | 21     | 9      |        |
| 2018            | LA Galaxy       | MLS             | 0          | 0          | USCup           | 1               | 0               |                    | -                  | -                  |             | -           | -           | 1      | 0      |        |
| 2019            | LA Galaxy       | MLS             | 3          | 0          | USCup           | 2               | 0               |                    | -                  | -                  |             | -           | -           | 5      | 0      |        |
| 2020            | LA Galaxy       | MLS             | 15         | 2          |                 | -               | -               |                    | -                  | -                  |             | -           | -           | 15     | 2      |        |
| 2021            | LA Galaxy       | MLS             | 18         | 1          |                 | -               | -               |                    | -                  | -                  |             | -           | -           | 18     | 1      |        |
| Totale carriera | Totale carriera | Totale carriera | 140        | 29         |                 | 3               | 0               |                    | -                  | -                  |             | -           | -           | 143    | 29     |        |